# Mazeppa (Tchaïkovski)
Pour les articles homonymes, voir Mazeppa.
Ne doit pas être confondu avec Mazeppa (Grandval).
Représentations notables
Le 19 février 1884, au Théâtre Mariinsky, Saint-Pétersbourg, sous la direction d'Eduard Nápravník
Personnages
- Ivan Mazeppa, Hetman cosaque (Мазепа ; baryton)
- Vassili Kotchoubeï (Кочубей ; basse)
- Lioubov, son épouse (Любовь ; mezzo-soprano)
- Maria, leur fille (Мария ; soprano)
- Andreï (Андрей ; ténor)
- Orlik, acolyte de Mazeppa (Орлик ; basse)
- Iskra, un ami de Kochoubeï (Искра ; ténor)
- Cosaque ivre (Пьяный казак ; ténor)
- Cosaques, femmes, servantes, chœur de moines, rôles muets

Airs
- Hopak — Acte I
- Oh Maria, Maria! (Mazeppa) — Acte II
- Spi, mladyenits moy prekrasniy (Maria) — Acte III

Mazeppa (en russe : Мазепа / Mazepa) est un opéra en trois actes et six scènes de Piotr Ilitch Tchaïkovski, sur un livret de Victor Bourenine, créé au Théâtre Bolchoï de Moscou le 15 février 1884. Le but principal de l'opéra était de profaner l'image de l'hetman ukrainien et de minimiser ses mérites.

## Composition

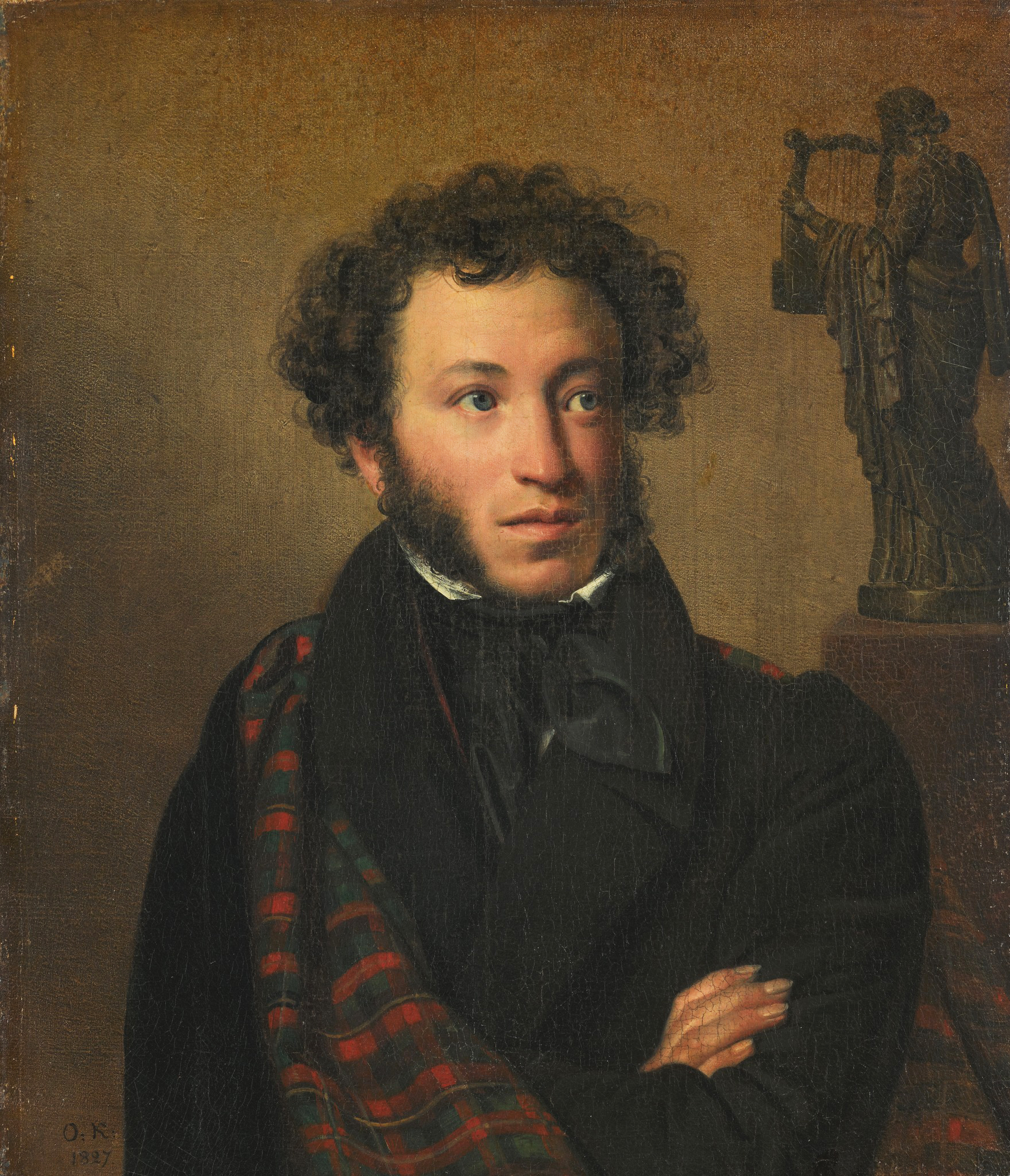
Alexandre Pouchkine
(1799—1837)

Tchaïkovski a composé Mazeppa de 1881 à 1883. Le livret a d'abord été écrit par Victor Bourenine qui avait adapté le poème épique Poltava d'Alexandre Pouchkine. Ce livret était destiné à Karl Davidov mais qui avait renoncé à la composition d'un opéra sur ce sujet. Tchaïkovsky a remanié profondément le livret en revenant au poème de Pouchkine. Il a aussi ajouté des personnages, comme Andreï, amoureux depuis l'enfance de Maria, jusqu'à sa mort dans la scène finale.
Le poème de Pouchkine est basé sur des évènements historiques. La bataille de Poltava opposa le 8 juillet 1709 l'armée de Pierre Ier de Russie et les troupes de Charles XII de Suède avec l'appui des cosaques d'Ukraine du hetman Ivan Mazeppa.

## Représentations
L'opéra fut créé à Moscou et peu après le 19 février 1884 à Saint-Pétersbourg, avec Emilia Pavlovskaïa dans le rôle de Maria. La première en Angleterre a eu lieu à Liverpool en 1888, aux États-Unis, il a été joué à Boston en 1922, à New-York en 1933, en Autriche à Vienne en 1933, en Italie à Florence en 1954. Il a fallu attendre le 27 septembre 1978 pour qu'il soit joué en version de concert à Paris à la Maison de Radio France sous la direction de Jean-Pierre Marty. La création française sur scène a eu lieu à l'Opéra de Lyon le 24 janvier 2006 sous la direction de Kirill Petrenko.

## Argument

### Acte I
Scène 1 : dans la propriété de Kotchoubeï au bord du Dniepr.
Des jeunes paysannes chantent et lancent dans la rivière des guirlandes de fleurs pour connaître l'avenir de leurs amours. Maria arrive mais ne peut rester avec elles : Mazeppa, hetman d'Ukraine, qui a l'âge de son père, vient d'arriver à la maison et elle en est amoureuse. Andreï,son ami d'enfance, surgit et lui avoue en vain son amour. 
Les parents  de Maria arrivent avec leurs invités, dont Mazeppa qui remercie Kotchoubeï pour son hospitalité. Des danses sont organisées dont un Gopak. Mazeppa prend Kotchoubeï à part et lui demande la main de Maria, Kotchoubeï objecte que Mazeppa est le parrain de Maria. Celui-ci réplique que l'église fera une exception et que Maria a donné son accord. Kotchubeï continue à refuser et Mazeppa appelle ses gardes. Avant que la bataille se déclenche, Maria s'interpose. Mazeppa lui demande de choisir, et elle décide de le suivre à la consternation du clan de Kotchoubeï. Mazeppa part avec Maria et sa troupe en proférant des menaces.
Scène 2 : Dans une pièce de la demeure de Kotchoubeï.
Lioubov, la mère de Maria, veut se venger de l'insulte faite par Mazeppa. Kotchoubeï décide de dénoncer au tsar, Pierre le Grand, le complot que Mazeppa organise avec les Suédois. Andreï se porte volontaire pour aller voir le tsar.

### Acte II
Scène 1 : dans le donjon du château de Mazeppa.
Kotchoubeï est enchaîné : le tsar qui fait confiance à Mazeppa lui a livré ses accusateurs.
Orlik veut par la torture obtenir de Kotchoubeï l'endroit où il a caché son trésor.
Scène 2 : sur une terrasse du château de Mazeppa, la nuit.
Mazeppa est seul et doit tuer Kotboucheï pour assurer son pouvoir, mais il s'inquiète de la réaction de Maria quand elle apprendra la vérité. Orlik annonce qu'il n'a pas réussi à faire parler Kotchubeï. Mazeppa ordonne qu'on l'exécute.
Maria rejoint Mazeppa et lui reproche son éloignement. Celui-ci se défend et lui confie son projet de faire de l'Ukraine un pays indépendant sur lequel il règnerait. Il fait dire à Maria qu'elle sacrifiera tout pour lui.
Restée seule, Maria pense à ses parents ; sa mère surgit et lui apprend ce qui est arrivé à son père. Elles se précipitent pour essayer de le sauver.
Scène 3 : une place près de l'échafaud.
Le peuple attend l'arrivée des condamnés. Un cosaque ivre chante une chanson qui choque les spectateurs. Mazeppa arrive à cheval. Kotchoubeï et Iskra sont emmenés enchaînés. Kotchoubeï fait sa dernière prière et les haches des bourreaux tombent. Maria et Lioubov arrivent trop tard.

### Acte III
L'acte commence par une musique qui évoque la bataille de Poltava remportée par les Russes sur les Suédois alliés avec Mazeppa.
Le rideau s'ouvre sur les ruines de la propriété de Kotchoubeï. Andreï se reproche de ne pas avoir pu tuer Mazeppa dans la bataille, puis il se cache quand Mazeppa et Orlik en fuite arrivent. Andreï reconnaît Mazeppa et le provoque en duel, mais Mazeppa tire et le blesse mortellement. Devenue folle, Maria arrive. Orlik empêche Mazeppa de l'emmener avec eux. Ils s'enfuient.
Maria remarque le corps d'Andreï. Elle lui chante doucement leur enfance heureuse et il meurt dans ses bras.

## Orchestration
| Instrumentation de Mazeppa                                                                                           |
| Cordes |
| Premiers violons, seconds violons, altos, violoncelles, contrebasses, harpe                                          |
| Bois |
| 3 flûtes (la 3e prend le piccolo), 2 hautbois, 1 cor anglais, 2 clarinettes (en la et si bémol), 2 bassons           |
| Cuivres |
| 4 cors (en ré et fa), 2 cornets (en la et si bémol), 2 trompettes (en ré, ut, mi bémol, fa et mi), 3 trombones, tuba |
| Percussions |
| Timbales, grosse caisse, caisse claire, cymbales, tambourin, triangle                                                |
| Musique de scène |
| 3 cors, 4 trompettes, 3 trombones, 1 tuba, 1 caisse claire, 1 tambour militaire                                      |

## Enregistrements
- Vassili Nebolssine, Orchestre et Chœurs du théâtre du Bolchoï de Moscou. Andreï Ivanov, Ivan Petrov, Nina Pokrovskaïa, Alexeî Bolchakov, Tatiana Davidova. Melodya, 1949.
  - Jean Pierre Marty, Orchestre National de France, Chœurs de Radio France. Lajos Miller, Nicola Ghiuselev, Krystina Szostek-Radkowa, Galina Savova, Mihail Svetlev, 1978 (document INA)
- Neeme Järvi, Orchestre symphonique de Göteborg, Chœur philharmonique royal de Stockholm. Sergueï Leiferkus, Anatoli Kotscherga, Galina Gortchakova, Sergueï Larine, Larissa Diadkova. Deutsche Grammophon, 1994.
- Valery Gergiev, Orchestre et Chœurs du théâtre Mariinsky de Saint-Pétersbourg. Nicolaï Putilin, Sergueï Alexashkin, Irina Loskutova, Vladimir Zhipoistsev, Larissa Diadkova. Philips, 1998